# Robert Ratna Bamrungtrakul
Robert Ratna Bamrungtrakul (1916 - 2000) là một Giám mục người Thái Lan của Giáo hội Công giáo Rôma. Ông nguyên là Giám mục chính tòa Giáo phận Chiang Mai [1975 - 1986] và Chủ tich Hội đồng Giám mục Thái Lan từ năm 1973 đến năm 1979. Trước đó, Giám mục này còn đảm nhiệm vị trí Giám mục chính tòa Giáo phận Ratchaburi [1969 - 1975].

## Tiểu sử
Giám mục Robert Ratna Bamrungtrakul sinh ngày 11 tháng 2 năm 1916, tại Bangkok, tại Thái Lan. Sau quá trình tu học dài hạn tại các cơ sở chủng viện theo quy định của Giáo luật, ngày 21 tháng 1 năm 1949, Phó tế Bamrungtrakul, 33 tuổi, tiến đến việc được truyền chức linh mục.
Hơn 20 năm thực hiện các hoạt động mục vụ trên cương vị là một linh mục, ngày 26 tháng 6 năm 1969, tin tức từ Tòa Thánh loan báo việc Giáo hoàng đã tuyển chọn linh mục Robert Ratna Bamrungtrakul, 53 tuổi, vào hàng ngũ Giám mục đoàn Công giáo Hoàn vũ, với vị trí được trao phó là Giám mục chính tòa Giáo phận Ratchaburi. Lễ tấn phong cho vị giám mục tân cử được tổ chức sau đ1o vào ngày 7 tháng 9 cùng ănm, với phần nghi thức chính yếu được tổ chức cách trọng thể bởi 3 giáo sĩ cấp cao. Chủ phong cho tân giám mục là Giám mục Pietro Luigi Carretto, S.D.B., Giám mục chính tòa Giáo phận Surat Thani. Hai vị còn lại, với vai trò phụ phong, gồm có Tổng giám mục Joseph Khiamsun Nittayo, Tổng giáo phận Tổng giáo phận Băng Cốc và Giám mục Clarence James Duhart, C.SS.R., Giám mục chính tòa Giáo phận Udon Thani.
Sáu năm tại Ratchaburi của Giám mục Bamungtrakul kết thúc cách đột ngột với quyết định của Tòa Thánh, thuyên chuyển Giám mục này đến nhiệm sở mới, cụ thể với vị trí Giám mục chính tòa Giáo phận Chiang Mai. Quyết định này được Tòa Thánh cho công bố vào ngày 28 tháng 4 năm 1975.
Giám mục Robert Ratna Bamrungtrakul sau hơn 10 năm giữ vị trí Giám mục Chiang Mai thì thừ nhiệm, và Tòa Thánh xác nhận vào ngày 17 tháng 10 năm 1986. Ngoài các chức danh chính thức từ Tòa Thánh, Giám mục Bamrungtrakul còn đảm nhận vai Chủ tich Hội đồng Giám mục Thái Lna từ năm 1973 đến năm 1979.
Giám mục Robert Ratna Bamrungtrakul qua đời ngày 8 tháng 12 năm 2000, thọ 84 tuổi.